# Türkheim
Türkheim é um município da Alemanha, situado no distrito da Baixa Algóvia, no estado da Baviera. Tem 23,52 km² de área, e sua população em 2019 foi estimada em 7 332 habitantes.